# Julian Fontana
Julian Ignace Fontana [en ocasiones, Jules Fontana] (Varsovia, 31 de julio de 1810-París, 23 de diciembre de 1869) fue un pianista, compositor,  escritor, traductor y editor polaco, conocido y recordado en especial por ser un buen amigo y albacea musical del compositor, Frédéric Chopin.

## Biografía
Nacido en Varsovia de una familia de origen italiano, Fontana estudió Derecho en la Universidad de Varsovia y música con Józef Elsner en el liceo de la ciudad, junto con Chopin, a quien había conocido ya en su etapa de estudiante de secundaria. Fontana abandonó Varsovia en 1831, tras participar en el levantamiento polaco contra el dominio ruso y se estableció en Hamburgo, antes de convertirse en un pianista y maestro en París hacia 1832, donde volvería a coincidir con Chopin en el exilio.
En 1835, en Londres, participó en un concierto con música interpretada por seis pianistas, entre los que se encontraban Ignaz Moscheles, Johann Baptist Cramer y Charles-Valentin Alkan. En 1840, Chopin le dedicó sus Polonesas Militares. Fontana viajó mucho a lo largo de su vida. Además de en Inglaterra, estuvo en Francia (1833-1837) y en La Habana, en la entonces colonia española de Cuba (1844-1845), donde interpretó la música de Chopin por primera vez en la isla y dirigió la Sociedad Filarmónica de La Habana, un período fructífero para sus propias composiciones. Luego estuvo en Nueva York (Estados Unidos) (1845 a 1851), donde ofreció conciertos junto con  Camillo Sivori. Pasó algunos años viajando entre La Habana, Nueva York, París y Polonia y recaló de nuevo en Francia en 1852 para convertirse en parte del ambiente literario de la ciudad y amigo de Adam Mickiewicz. En 1855 falleció su esposa y viajó a Cuba de nuevo en un intento fallido por recuperar la herencia de la difunta, lo que le dejó en la ruina. En 1860 Louis Moreau Gottschalk le dedicó dos composiciones y también el mismo año, realizó la traducción de El Quijote de Cervantes al polaco. En aquellos momentos estaba ya arruinado y sordo. Testó y se suicidó para permitir que su único hijo pudiera sobrevivir con el resto de capital de la madre que quedaba. Está enterrado en el cementerio de Montmartre, en una zona común de exiliados polacos con el nombre de «Jules Fontana».
Fontana compuso numerosas piezas para piano y algunas canciones. Durante los años 1835-1841, fue la época que más cerca estuvo de Chopin; Fontana se encargaba de las relaciones con los editores de la obra musical del maestro. Cuando Chopin falleció en 1849, la familia del autor le encargo la recopìlación de los manuscritos y la edición póstuma de la obra, trabajo que le llevó una década. La hermana de Chopin, Ludwica, elaboró minuciosamente un catálogo de treinta y cinco manuscritos inéditos sobre los que Fontana trabajó hasta publicar en 1855, Posthumes Œuvres pour piano de Frédéric Chopin, (Op.74), que en Polonia se publicaron como Zbiór śpiewów Polskich Fryderyka Chopina y en Alemania como 16 Polnische Lieder.